# Poslední plavba kapitána Lapérouse

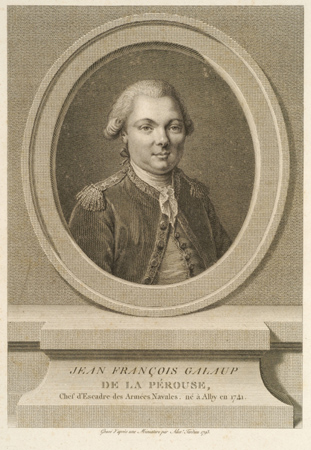
Jean-François de Lapérouse

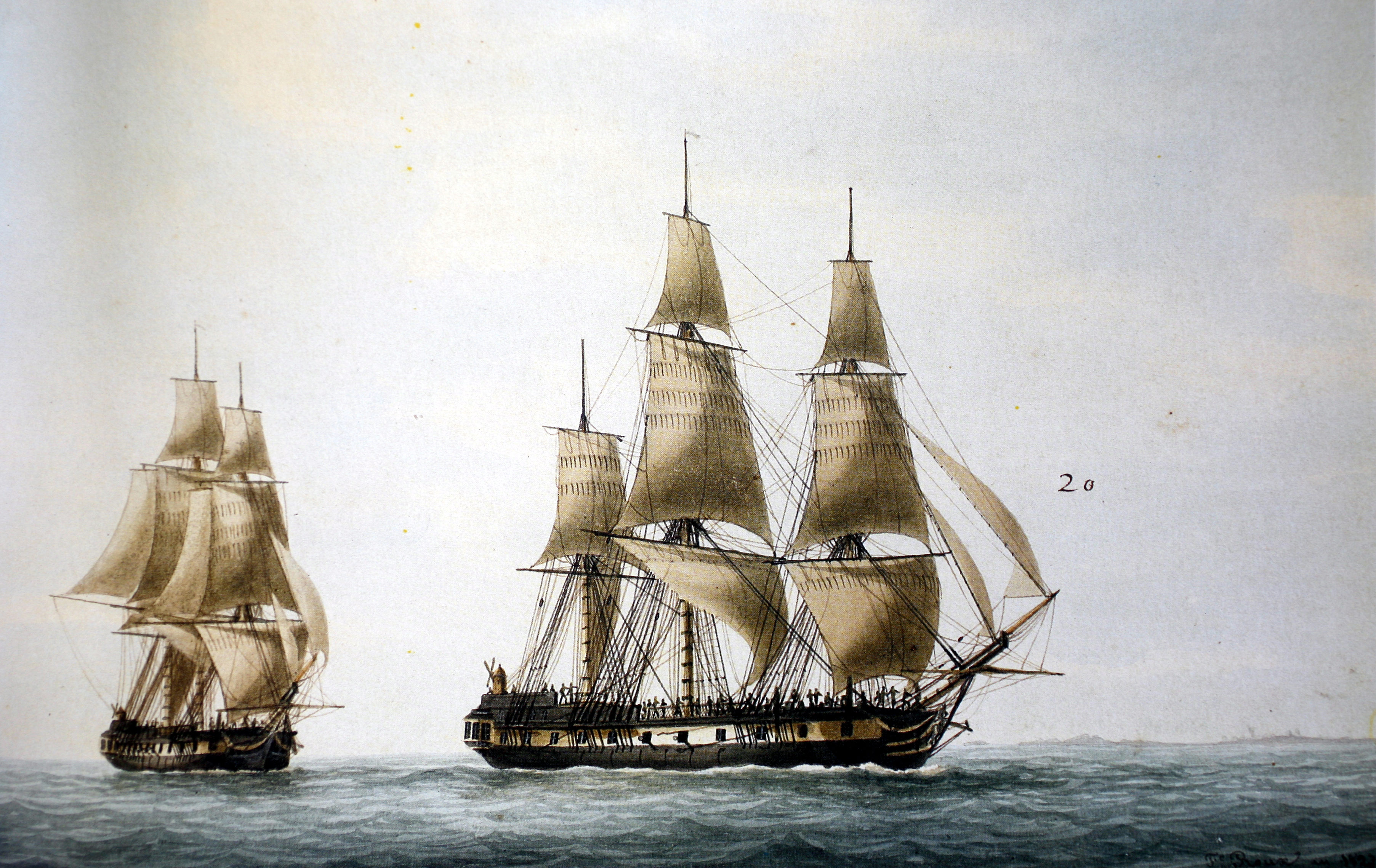
Fregaty d'Entrecasteauxovy záchranné výpravy

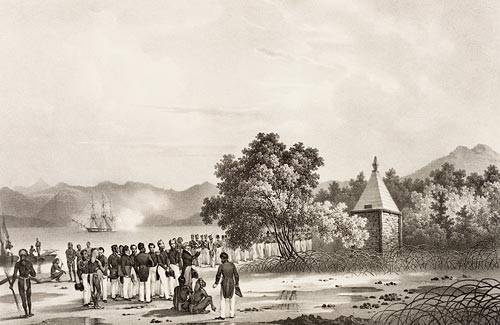
Vztyčení Lapérousova pomníku na ostrově Vanikoro Dumontem d'Urvillem

Posední plavba kapitána Lapérouse je název českého vydání cestopisné a dobrodružné knihy pro mládež Навстречу гибели (1929, Vstříc záhubě) ruského sovětského spisovatele Nikolaje Čukovského. Roku 1941 autor knihu přepracoval, rozšířil o vyprávění o dalších mořeplavcích a vydal pod názvem Водители фрегатов (Velitelé fregat, česky jako Čtyři kapitáni).

## Obsah knihy
První část vyprávění se soustřeďuje na popis výzkumné plavby francouzského námořního důstojníka Laperóuseho do Arktidy a do Tichomoří, kam byl roku 1785 vyslán francouzským ministerstvem námořnictví jako velitel expedice. Cílem bylo objevení arktické Severozápadní cesty a průzkum dosud neprobádaných oblastí Tichého oceánu. Na dvou fregatách Boussola a Astrolabía doplul Lapérouse kolem Hornova mysu na Velikonoční ostrov, Havaj a na Aljašku (zde marně hledal již zmíněnou Severozápadní cestu) a pak do Kalifornie. Poté jeho plavba pokračovala přes Macao, Filipíny a Japonsko na Kamčatku a pak zamířil do jižního Tichomoří. Zde jakoby Lapérouseho opustilo štěstí. Na lodích začaly řádit kurděje, na souostroví Samoa našlo smrt několik desítek námořníků při střetnutí s domorodci a pak výprava roku 1788 zmizela. 
Ve druhé části knihy jsme svědky snahy rozluštit tajemství zmizelé Lapérousovy výpravy. Roku 1791 tak vyplula z Brestu záchranná mise, jíž velel admirál d'Entrecasteaux. V knize je popsán jako velmi nesympatický člověk, kterému jde především o osobní slávu. Když objevil na sever od Nových Hebrid doposud neznámý ostrov, je spokojen, že konečně dosáhl svého cíle nalézt nějakou neznámou zemi, a ostrov (domorodci nazývaný Vanikoro) ani neprozkoumal. Jeho mise skončila velkým neúspěchem a d'Entrecasteaux na ní dokonce roku 1793 na kurděje zemřel.
Další výprava, která měla osvětlit Lapérousouvo zmizení, byla vypravena až roku 1826 a velel jí francouzský kapitán Dumont d'Urville. Ten roku 1828 nalezl na ostrově Vanikoro, který objevil a odmítl prozkoumat d'Entrecasteaux, zbytky vraků a množství předmětů z obou Lapérousových lodí, které zřejmě ztroskotaly na korálových útesech ostrova. Z Lapérousových námořníků, kteří přežili ztroskotání, nebyl však nalezen již žádný. Z celé výpravy tak zůstal naživu pouze jeden člověk, Bartoloměj Lesseps, který výpravu opustil na Kamčatce, aby po souši přes Rusko doručil do Francie dopisy a písemné materiály výpravy.

## Poznámka
V článku je mořeplavec nazýván tak, jak je uváděn v knize, tedy Lapérouse. Jeho plné a správné jméno zní Jean-François de La Pérouse. 

## Česká vydání
- Poslední plavba kapitána Lapérousa, Práce, Praha 1945, přeložil Evžen Petr, znovu 1949.
- Poslední plavba kapitána Lapérouse, SNDK, Praha 1956, přeložil Evžen Petr.